# Kraftwerk Göschenen
Das Kraftwerk Göschenen ist ein kombiniertes Hochdruck-Speicher- und Laufwasserkraftwerk in der Gemeinde Göschenen im Kanton Uri. Es verarbeitet das Wasser des Göscheneralpsees im Speicherbetrieb und das der Wasserfassung Urnerloch im Laufbetrieb. Die Betriebsführung des Kraftwerks, das sowohl Bahnstrom für die SBB wie auch 50 Hz Wechselstrom für die Landesversorgung erzeugt, obliegt den Centralschweizerischen Kraftwerken (CKW).

## Geschichte

System des Kraftwerks Göschenen

Im Jahr 1907 erteilte der Kanton Uri der Gotthardbahn-Gesellschaft eine 50 Jahre gültige Konzession zur Wasserkraftnutzung der Reuss vom Urnerloch bis Amsteg. Die Konzession schloss auch die Zuflüsse Meienreuss, Fellibach und Kerstelenbach ein und ging mit der Verstaatlichung der Gotthardbahn-Gesellschaft an die Schweizerischen Bundesbahnen (SBB) über. Diese gaben 1944 das Wasserrecht für den Abschnitt Göschenen–Wassen an die CKW, die zusätzlich eine neue bis 2043 gültige Konzession für die Nutzung der Göscheneralpreuss und der Voralpreuss erhielten. Nachdem 1951 die Pläne für das Urserenkraftwerk aufgegeben worden waren, fragten CKW und SBB 1952 zusätzlich auch die Nutzung der Gewässer im hinteren Urserental an. Die CKW, die SBB und der Kanton Uri gründeten am 16. Februar 1955 die gemeinsame Unternehmung Kraftwerk Göschenen AG. Von 1955 bis 1962 dauerten die Projektierung und der Bau des Kraftwerks, mit der Bauleitung durch die Elektrowatt. Im mittleren Abschnitt des Hochtals entstand ein Stausee, der die grosse Göscheneralp überflutete, der Göscheneralpsee. Wegen des Sees mussten 60 Personen der Weiler Älper, Boden und Mos umgesiedelt werden.

## Technik
Die Maschinengruppen sind unterirdisch in einer Kaverne untergebracht, die 120 m lang, 20 m breit und 30 m hoch ist und sich 80 m im Berg befindet. Die Höhe ist notwendig für den Ausbau der Rotoren der vertikal angeordneten Maschinengruppen.

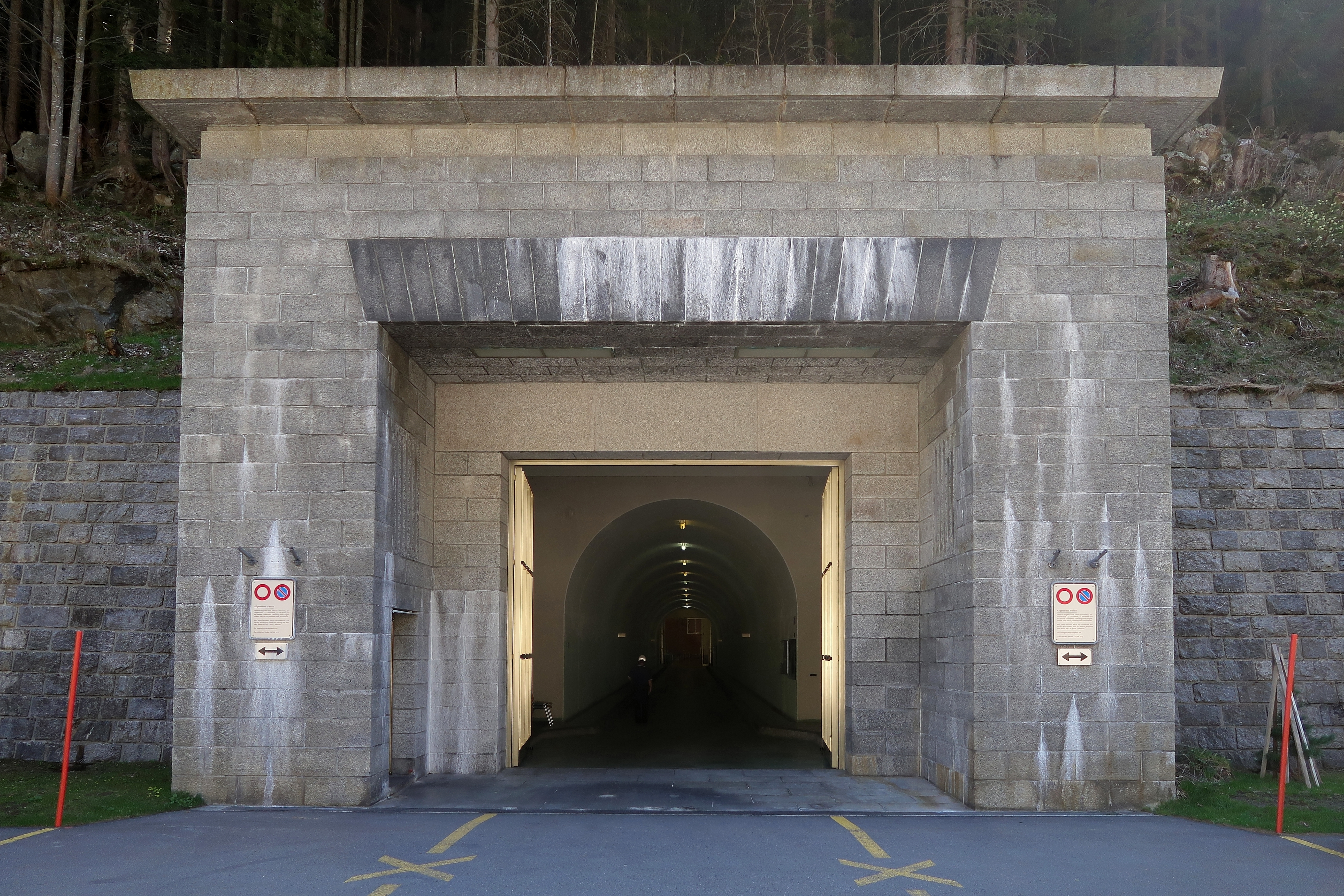
Zugangstunnel
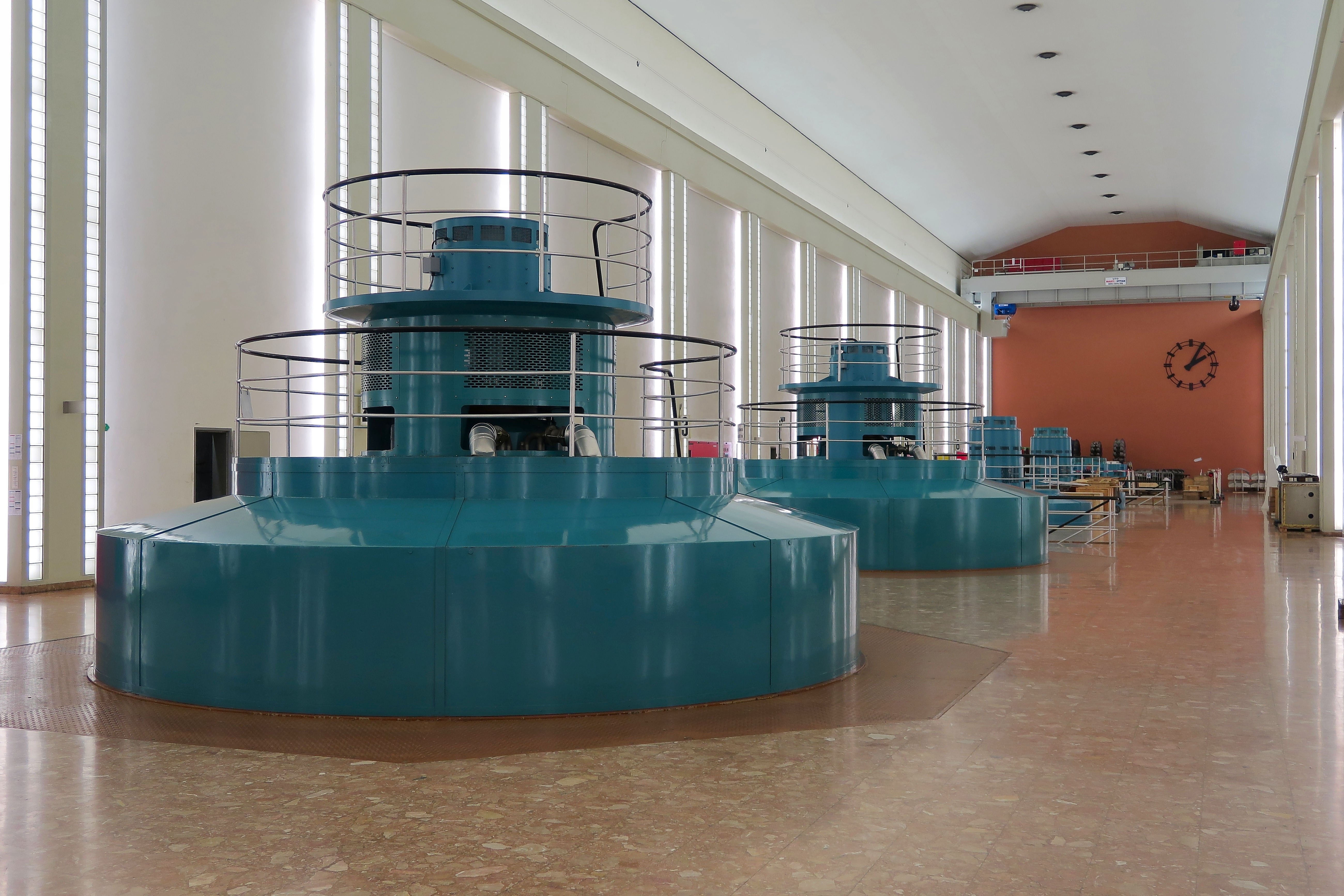
Turbinenhalle
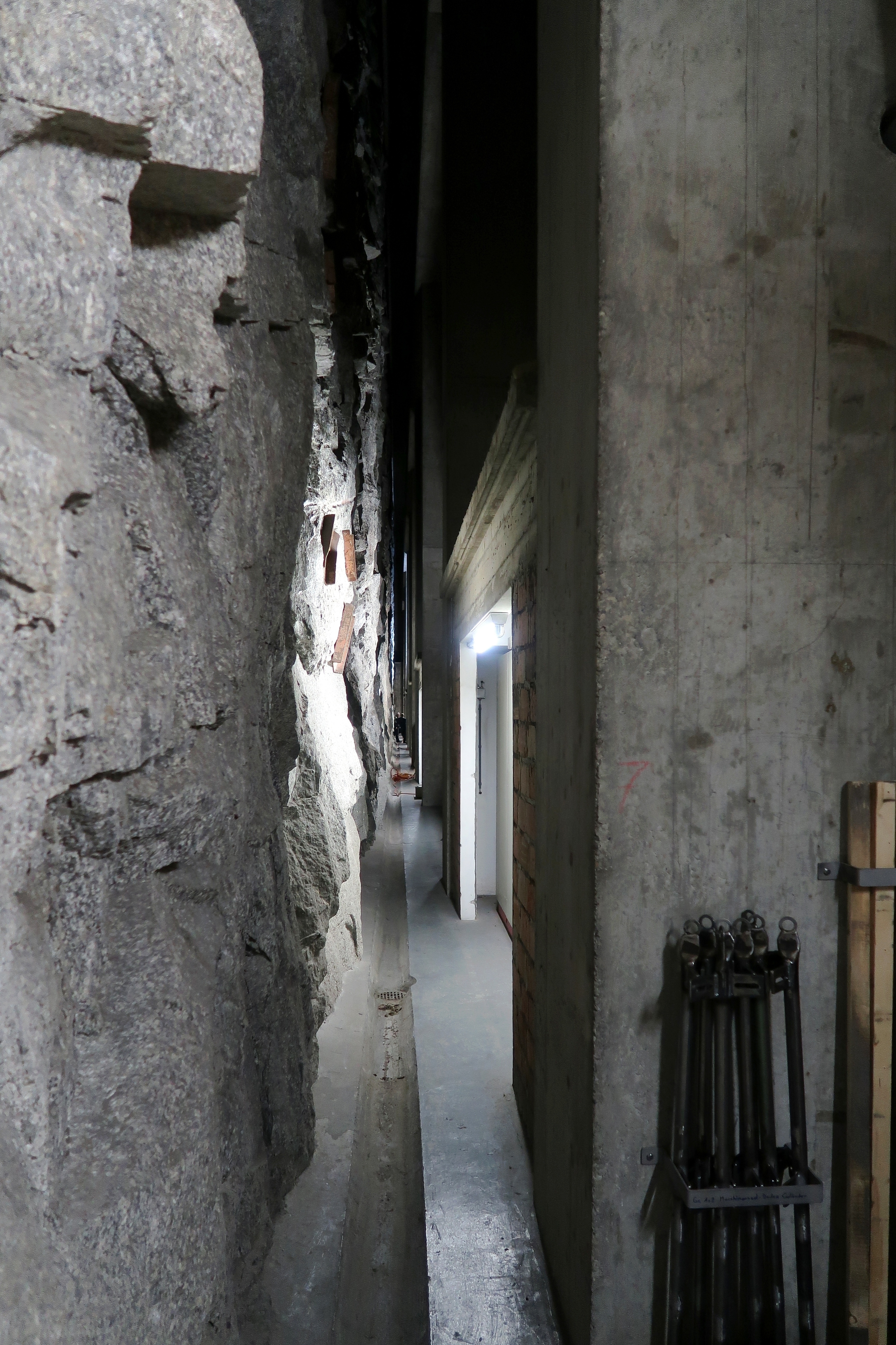
Galandage der Kaverne

Vor der Maschinenkaverne befindet sich die Schieberkaverne mit den Absperrschieber der Turbinen. Das Dienstgebäude mit Kontrollraum und Werkstatt ist oberirdisch angeordnet. Daneben befinden sich die Freiluftschaltanlagen der SBB und der CKW.

### Stufe Göscheneralp–Göschenen

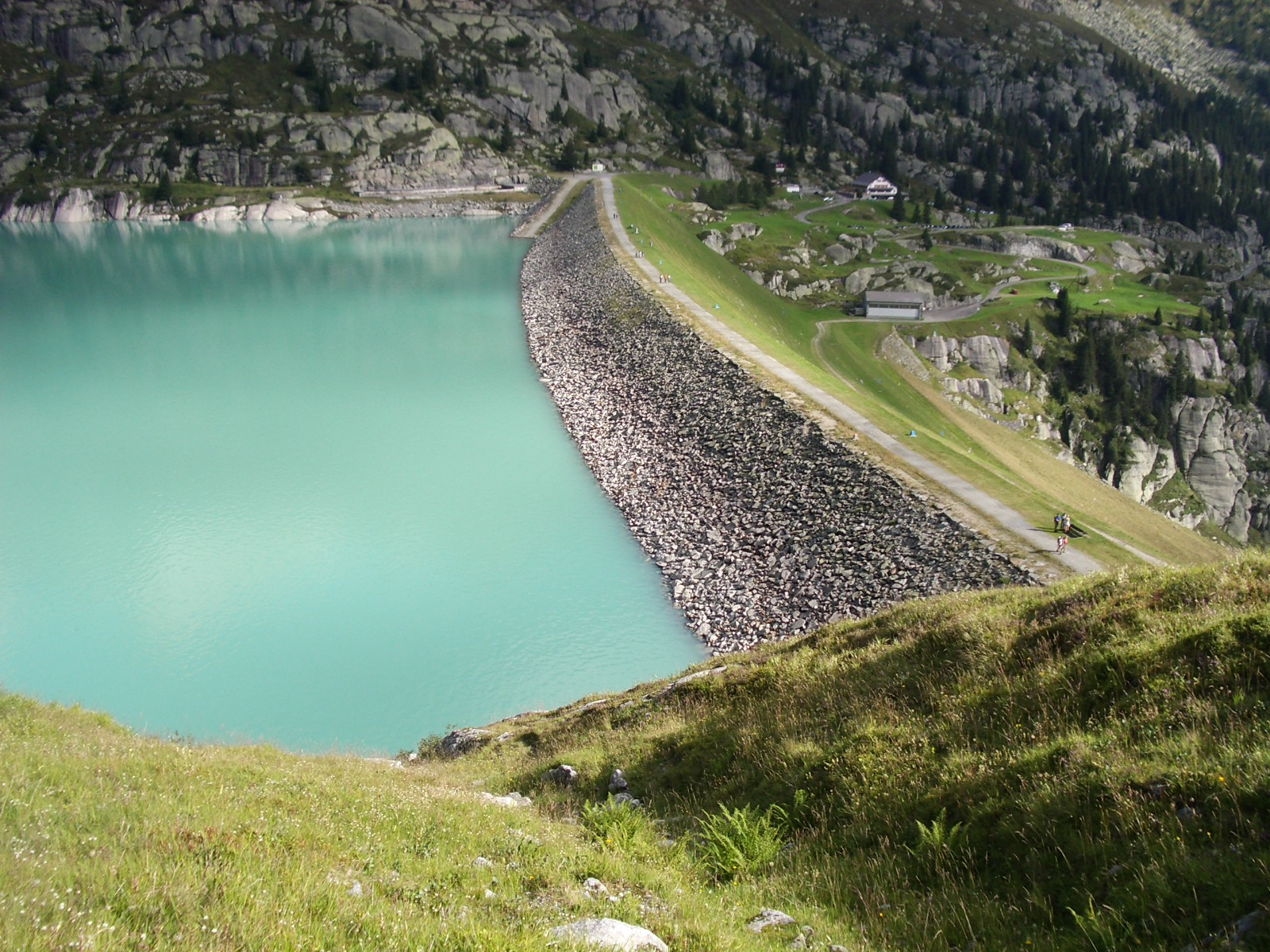
Steindamm des Stausees Göscheneralp

Diese Stufe verarbeitet seit 1962 das Wasser aus dem Göscheneralpsee. Dessen Staudamm auf der Göscheneralp ist als bepflanzter Erddamm ausgeführt. Das Speicherbecken hat ein Fassungsvermögen von rund 75 Millionen Kubikmetern. Vom Stausee führt ein 7 km langer Druckstollen zum Wasserschloss und von dort in einem 900 Meter langen Druckschacht in das Kavernen-Kraftwerk am Ausgang des Göschenentals.
Vier Maschinengruppen mit Peltonturbinen von je 40 MW Nennleistung werden zur Stromerzeugung genutzt. Zwei Generatoren erzeugen Bahnstrom für die SBB, der entweder in das 132-kV-Bahnstromnetz oder über 66-kV-Leitungen an das SBB-Unterwerk Göschenen abgegeben wird. Die anderen zwei Generatoren erzeugen 50 Hz Wechselstrom für die Landesversorgung, der in die 220-kV-Ebene des Hochspannungsnetzes abgegeben wird. Weiter wird mit dieser Stufe eine horizontal angeordnete Maschinengruppe für die Eigenversorgung betrieben, die eine Nennleistung von 650 kW hat.

### Stufe Andermatt–Göschenen
Zusätzlich zum Wasser des Göschneneralpsees bezieht das Kraftwerk auch Wasser aus der Wasserfassung Urnerloch in der Schöllenen-Schlucht, wo ein Teil des Wassers der Reuss durch einen separaten Stollen mit eigenem Wasserschloss zum Kraftwerks Göschenen geleitet wird. Dieses Wasser wird seit 1961 im Laufwasserkraftwerkbetrieb verarbeitet.
Zwei Maschinengruppen mit Peltonturbinen von je 18 MW Nennleistung werden zur Stromerzeugung genutzt. Ein Generator erzeugt Bahnstrom für die SBB, der andere Generator erzeugt 50-Hz-Wechselstrom für die Landesversorgung, der in die 50-kV- und 15-kV-Ebene des Hochspannungsnetzes abgegeben wird. Weiter wird auch mit dieser Stufe eine horizontal angeordnete Maschinengruppe für die Eigenversorgung betrieben, die eine Nennleistung von 650 kW hat.